# (8771) Biarmicus
(8771) Biarmicus (3187 T-2) – planetoida z grupy pasa głównego asteroid okrążająca Słońce w ciągu 3,79 lat w średniej odległości 2,43 au. Odkryta 30 września 1973 roku.